# Mooreeffoc
Mooreeffoc，又称Mooreeffoc效应、店啡咖效应 ，即指文体学家所说的“陌生化”。英國作家、文學評論者及神學家吉爾伯特·基思·卻斯特頓在他1906年出版的《查尔斯·狄更斯：一项批判性研究》 一书中使用了这个說法，意思是“当突然从一个新的角度看待那些庸常的事物时，它们会变得非常奇怪”。 

## 历史
这个词最早出现在约翰·福斯特1872年出版的《狄更斯传》中。
门上有一块椭圆形的玻璃板，繪有“COFFEE-ROOM”的字样，面向街道。如果此刻我发现自己身处在一种非常不同的咖啡馆，而那里的玻璃上有这样的銘刻，而我在另一邊而反著讀它“MOOREEFFOC”（就像我当时经常做的那样……），我就浑身一震。
人们注意到，查尔斯·狄更斯于1868年为儿童出版的四篇喜剧短篇小说《假日恋曲》（Holiday Romance）具有Mooreeffoc效应。在这些作品中，故事是由年龄介在六歲半到九岁间的儿童讲述的，因此，故事的童真视角颠覆了叙事的“常态”。这些都与刘易斯·卡罗尔及其1865年《爱丽丝梦游仙境》有关，“卡罗尔的作品与其反轉性和颠覆性作品以及《假日恋曲》有着明显的相似之处，后者一直被掩蓋”。 
J·R·R托尔金也在他的論文《论童话故事》中以同样的方式使用了这个词。或许是继承了C·K·卻斯特顿对上述“这种精灵語似的现实主義……无处不在”的观察。